# Exhippolysmata hastatoides
Exhippolysmata hastatoides är en kräftdjursart som först beskrevs av Heinrich Balss 1914.  Exhippolysmata hastatoides ingår i släktet Exhippolysmata och familjen Hippolytidae. Inga underarter finns listade i Catalogue of Life.